# Antonio Maria Sauli

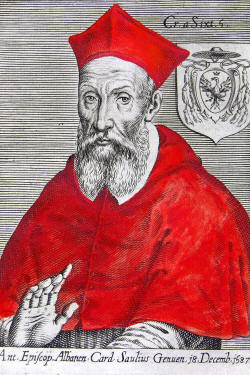
Bildnis des Kardinals Antonio Maria Sauli

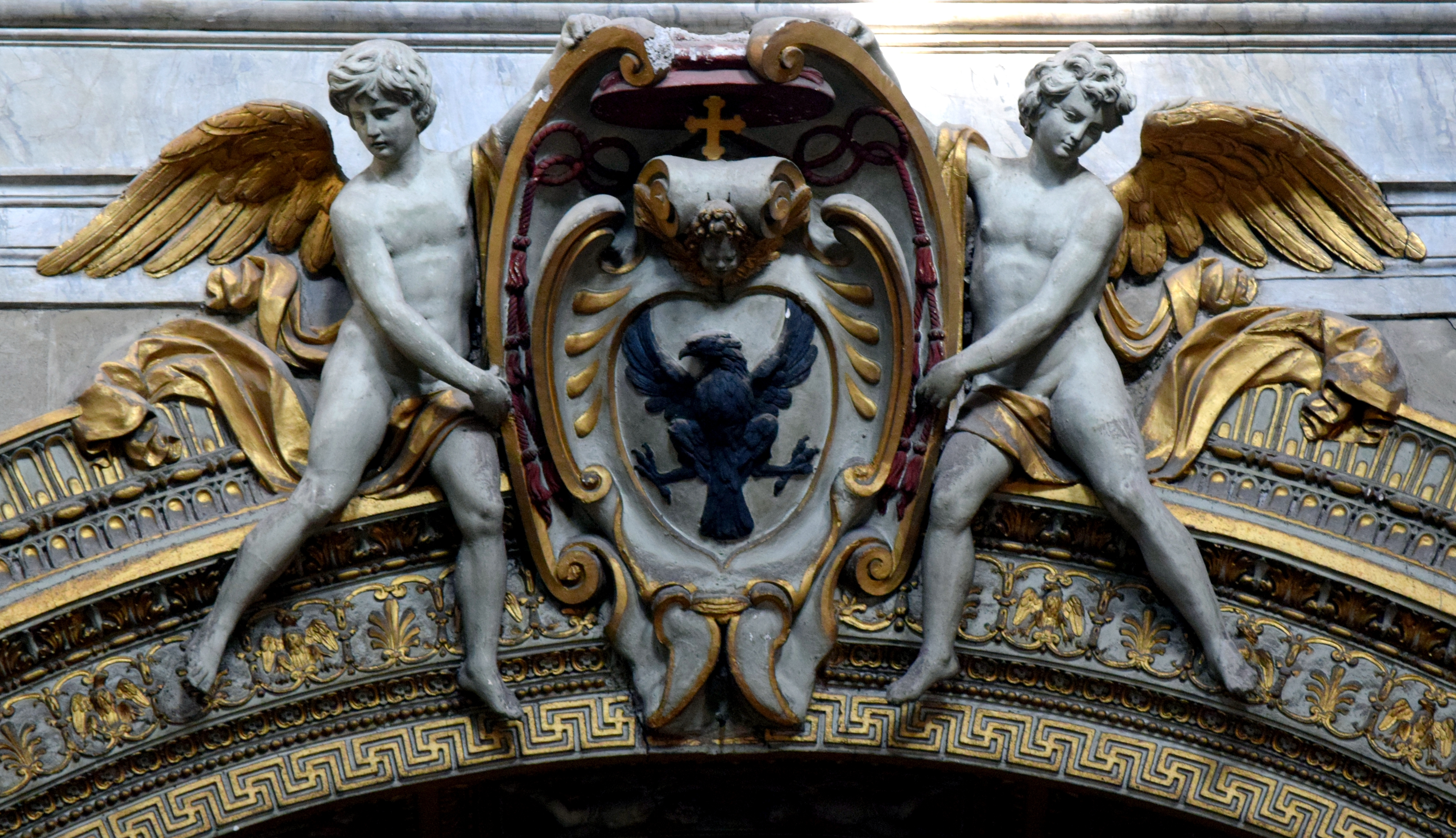
Saulis Kardinalswappen (Basilika Santa Maria del Popolo, Stuck ca. 1627)

Antonio Maria Sauli, auch Antonmaria Sauli oder Marc Antonio Sauli (* 1541 in Genua; † 24. August 1623 in Rom) war Erzbischof von Genua und Kardinal.

## Leben
Antonio Maria Sauli stammte aus einer genuesischen Patrizierfamilie, aus der drei Dogen von Genua und acht Bischöfe hervorgingen. Seine Eltern waren Ottaviano Sauli und Giustiniana; einer seiner Verwandten war der 1511 zum Kardinal erhobene Bandinello Sauli. Antonio Maria Sauli studierte an den Universitäten von Bologna und Padua, wo er zum Doktor der Rechte promoviert wurde. Nachdem er in verschiedenen Positionen der Republik Genua gedient hatte, ging er nach Rom und wurde dort Sekretär am Obersten Gerichtshof der Apostolischen Signatur. Von 1572 bis 1577 war er Apostolischer Nuntius in Neapel und von 1579 bis 1580 in Portugal.
1585 wurde er zum Titularbischof von Philadelphia in Arabia und zum Koadjutor-Erzbischof in Genua mit dem Recht zur Nachfolge ernannt. Die Bischofsweihe spendete ihm am 24. Februar 1586 in der Sixtina Kardinal Domenico Pinelli; Mitkonsekratoren waren Alessandro Guidiccioni, der Bischof von Lucca, und Giovanni Francesco Mazza Canobius, der Bischof von Forlì.
Im Konsistorium vom 18. Dezember 1587 erfolgte die Ernennung zum Kardinalpriester durch Papst Sixtus V.; ihm wurde am 15. Januar 1588 die Titelkirche San Vitale verliehen. Er nahm am Konklave vom September 1590 teil, das Papst Urban VII. wählte. Noch im selben Jahr nahm er am zweiten Konklave von 1590 teil, aus dem Gregor XIV. als Papst hervorging. Er wechselte am 14. Januar 1591 zur Titelkirche Santo Stefano al Monte Celio. In demselben Jahr war er wiederum Teilnehmer eines Konklaves, das nunmehr Papst Innozenz IX. erwählte. Ferner war er unter den wahlberechtigten Kardinälen des Konklaves von 1592, das Clemens VIII. zur Papstwürde erhob. Am 19. Februar 1603 wechselte er wiederum die Titelkirche zu Santa Maria in Trastevere. Er nahm sowohl am ersten als auch am zweiten Konklave des Jahres 1605 teil, die jeweils in die Wahl von Leo XI. und Paul V. mündeten. Am 7. Februar 1611 wurde er zum Kardinalbischof von Albano erhoben. Bereits am 17. August desselben Jahres wechselte er auf den suburbikarischen Bischofssitz von Sabina. Vier Jahre später, am 16. September 1615, wurde er Subdekan des Kardinalskollegiums und nahm das damit verbundene suburbikarische Bistum Porto-Santa Rufina in Besitz. Als er 1620 Dekan des Kollegiums der Kardinäle wurde, wurde ihm – dieser Stellung entsprechend – am 6. April jenes Jahres das suburbikarische Bistum Ostia e Velletri zugewiesen. Er war Teilnehmer am Konklave 1621, das Gregor XV. zum Papst wählte. Zusammen mit Kardinal Ludovico Ludovisi wurde er Co-Präfekt der am 22. Juni 1622 neugegründeten Congregatio de Propaganda Fide, diese Position hatte er bis zum 12. November 1622 inne. Er nahm am Konklave 1623 mit der Wahl von Papst Urban VIII. teil.
Antonio Maria Sauli starb am 24. August 1623 in Rom und wurde in seiner Geburtsstadt Genua in der Kirche seiner Familie Ecclesia Gentis Sauliæ beigesetzt.